# Strategic Air Command

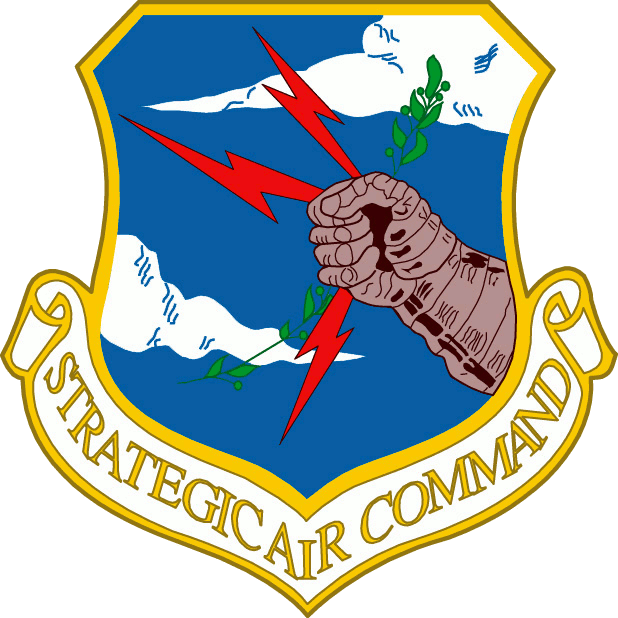
Het SAC-embleem

Het Strategic Air Command (SAC) was vanaf de oprichting op 21 maart 1946 jarenlang de voornaamste Amerikaanse aanvals- en vergeldingsmacht. Het SAC werd op 31 mei 1992 opgeheven na het einde van de Koude Oorlog en het uiteenvallen van de Sovjet-Unie. Verwijzend naar het wankele nucleaire evenwicht tussen de supermachten werd het motto van het SAC "Peace is our profession".

## Geschiedenis
Na de Tweede Wereldoorlog, in maart 1946, ondergingen de United States Army Air Forces een grote reorganisatie. Er ontstonden drie operationele commando’s:
- Strategic Air Command (SAC)
- Tactical Air Command (TAC)
- Air Defense Command (ADC)

In september 1947 werd de United States Air Force USAF opgericht als zelfstandig onderdeel van de Amerikaanse krijgsmacht. Het Strategic Air Command (SAC) werd echter al opgericht in 1946. Het belang van het SAC bleek wel uit het feit dat de oprichting een jaar voordat de USAF in 1947 zelfstandig werd plaatsvond en het niet langer deel uitmaakte van de US Army Air Forces (USAAF). 
Het SAC groeide in korte tijd uit tot de belangrijkste aanvals- en vergeldingsmacht van de Verenigde Staten en was uniek in de Amerikaanse krijgsmacht. Het SAC stond buiten alle normale bevelsverhoudingen en onder rechtstreeks bevel van de president van de Verenigde Staten. Administratief was het echter ondergebracht bij de USAF en het hoofdkwartier van het SAC bevond zich op de vliegbasis Offutt Air Force Base in de staat Nebraska.
Bij de oprichting van het SAC kreeg het de volgende taken:
- strategisch bombardement
- langeafstandsverkenning
- bijwerken van kaarten en verzamelen van meteogegevens

## Commandostructuur
Om veel overleg te voorkomen en snelle beslissingen te kunnen nemen was deze zo simpel en kort mogelijk gehouden.
- SAC Commando
- I Luchtmachten
- II Luchtdivisies
- III Wings

### I Luchtmachten
Het SAC was opgedeeld in vijf apart genummerde luchtmachten. Elke luchtmacht bezat een eigen commandopost die in crisistijd ook alle taken van het hoofdkwartier op de vliegbasis Offutt kon overnemen. Het luchtmachtnummer verwees verder naar de specifiek te vervullen taken.
De primaire SAC-eenheden waren: de 2e, 8e en 15e luchtmacht; de secundaire SAC-eenheden waren de 16e en 20e luchtmacht.

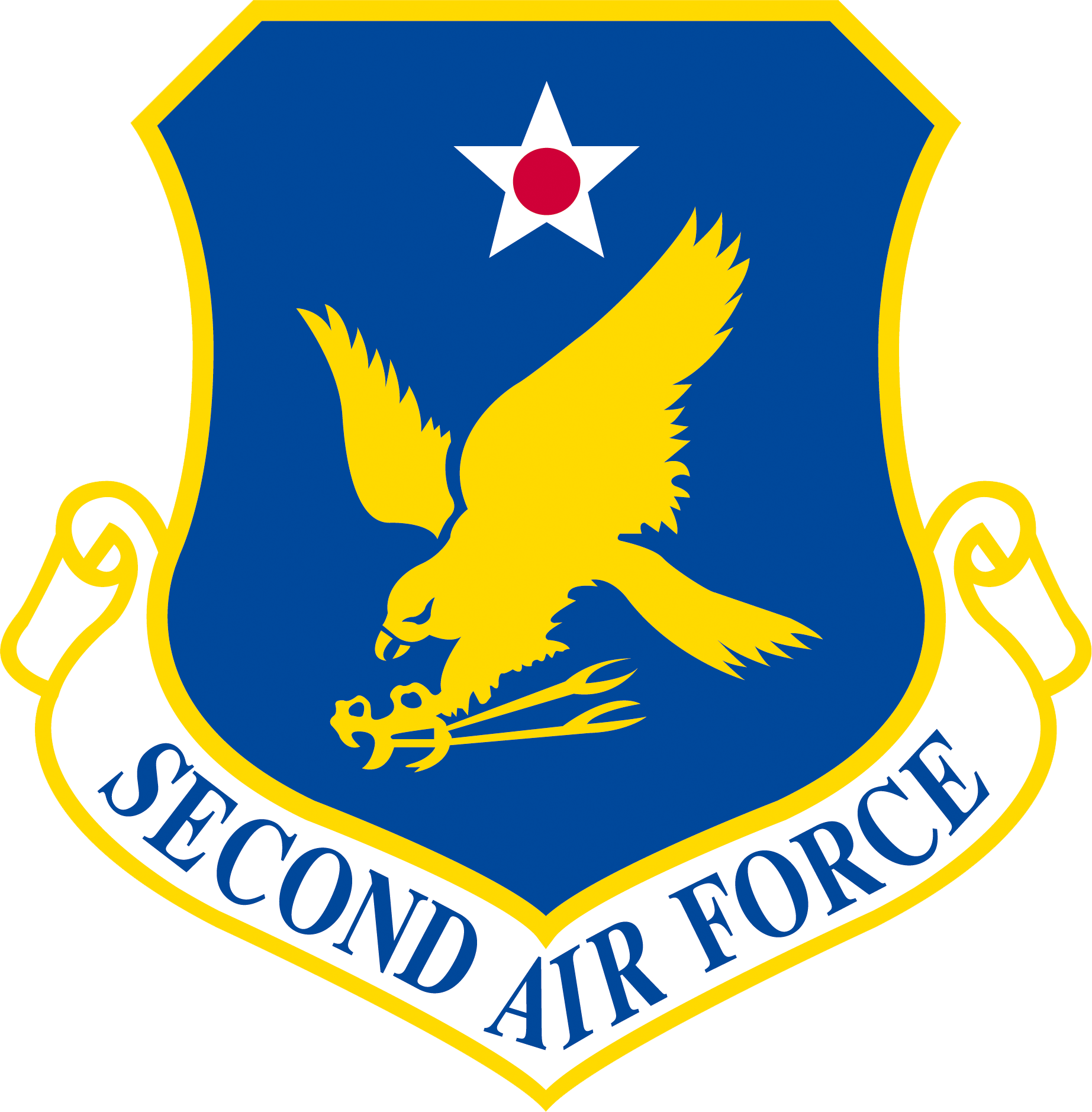
2AF-embleem

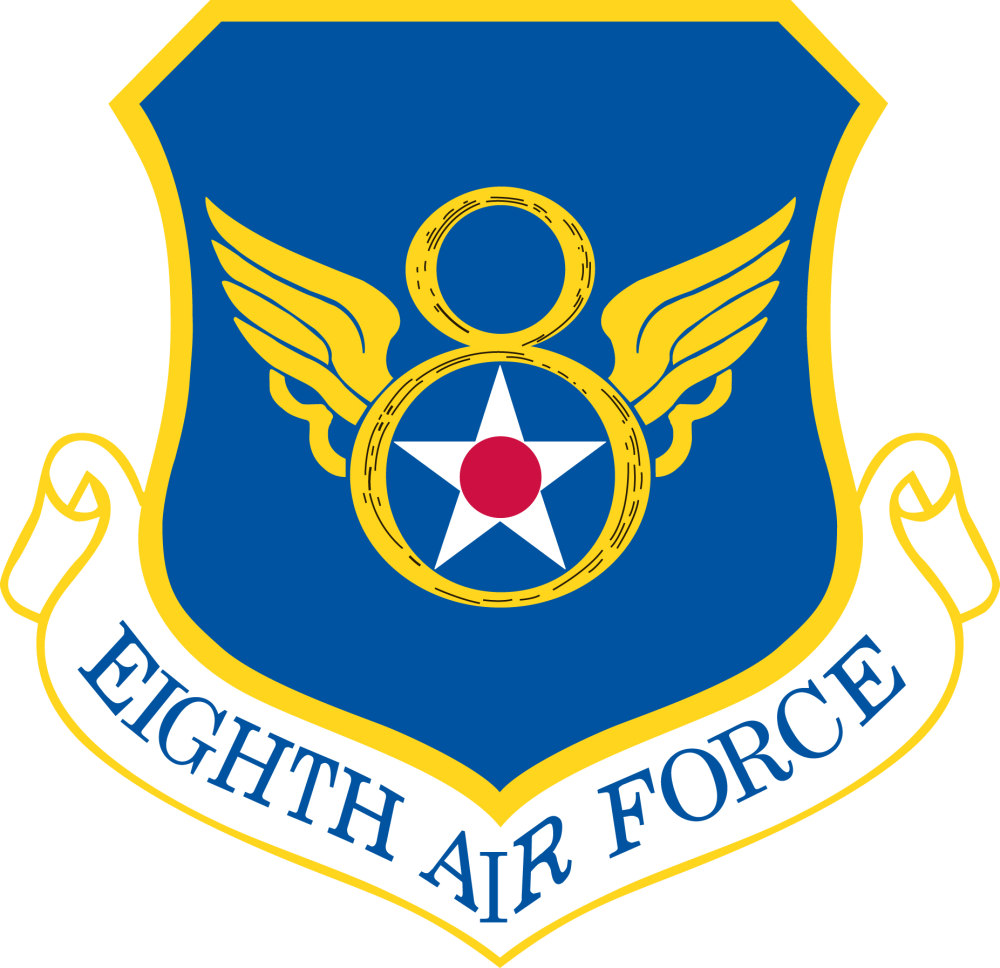
8AF-embleem

- 2e Luchtmacht. Deze maakte van 1949 t/m 1975 deel uit van het SAC en had het commando over de SAC-bases in het westen van de Verenigde Staten. Het hoofdkwartier was op de vliegbasis Ent in Colorado. Ging na de opheffing van het SAC in 1992 over naar het nieuwe Air Combat Command (ACC).
- 8e Luchtmacht. Deze maakte van 1946 t/m 1992 deel uit van het SAC en had zijn hoofdkwartier op de vliegbasis Westover in Massachusetts en het commando over de SAC-bases in het oosten van de Verenigde Staten. Ging na de opheffing van het SAC in 1992 over naar het nieuwe Air Combat Command (ACC).

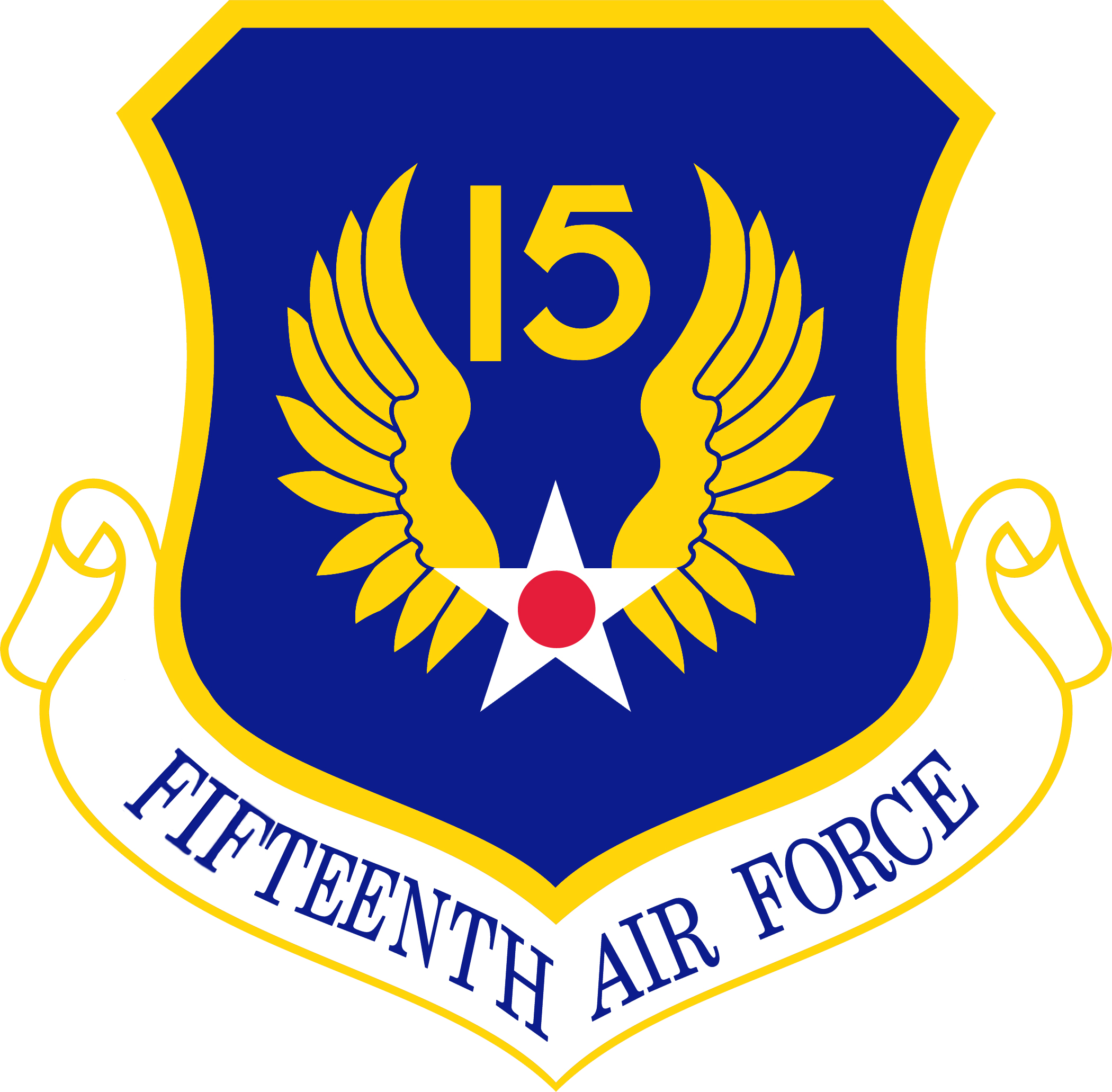
15AF-embleem

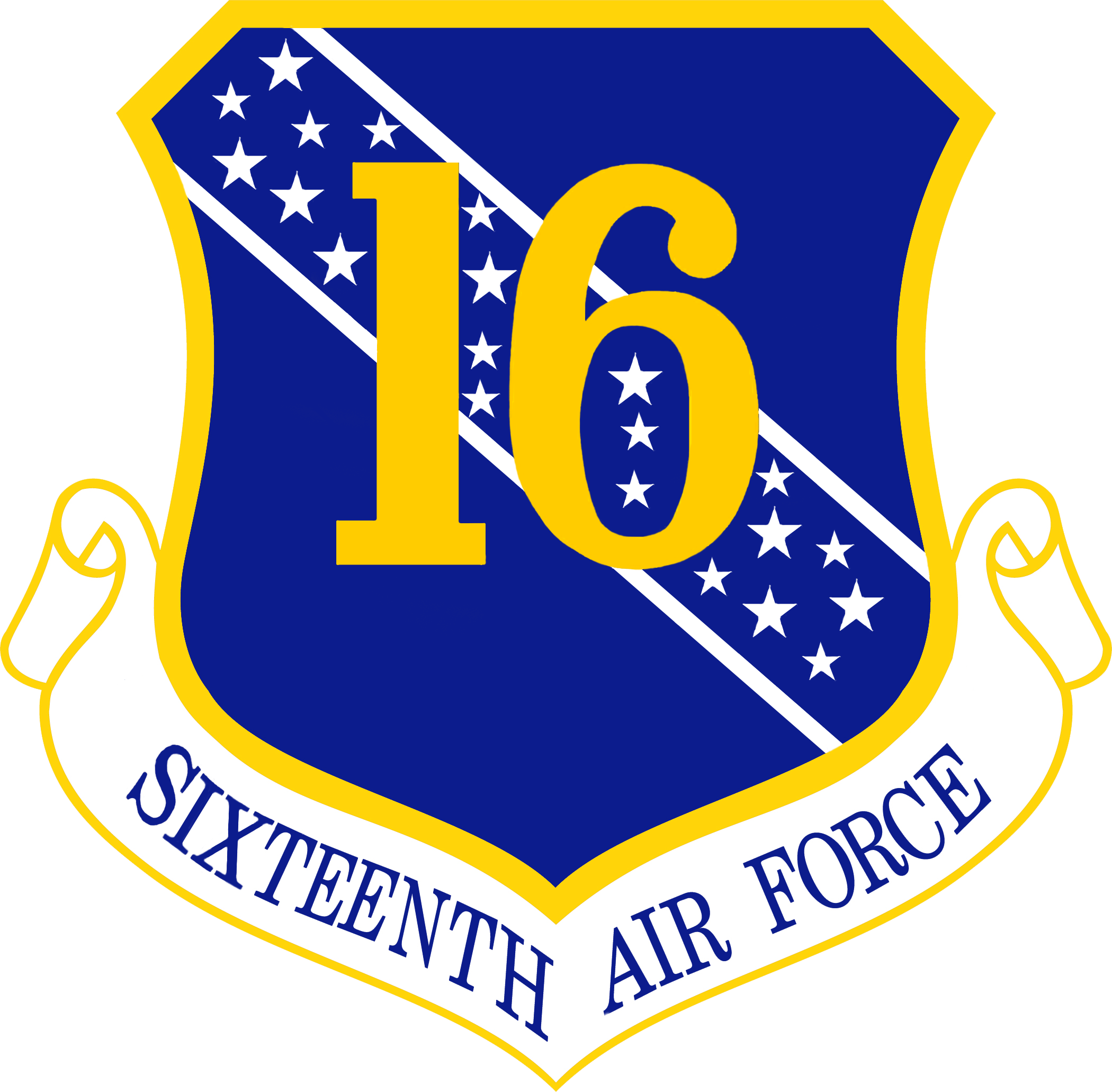
16AF-embleem

- 15e Luchtmacht. Deze maakte van 1946 t/m 1992 deel uit van het SAC en had het commando over de SAC-bases in het midden van de Verenigde Staten. Hoofdkwartier was op de vliegbasis Barksdale. Ging na de opheffing van het SAC in 1992 over naar het nieuwe Air Mobility Command (AMC).
- 16e Luchtmacht – maakte van 1957 t/m 1966 deel uit van het SAC en had het commando over alle bases die het SAC in Europa gebruikte. Het hoofdkwartier was op de basis Torrejón in Spanje. Ging na de terugtrekking van het SAC uit Europa in 1966 over in United States Air Force Europe (USAFE).

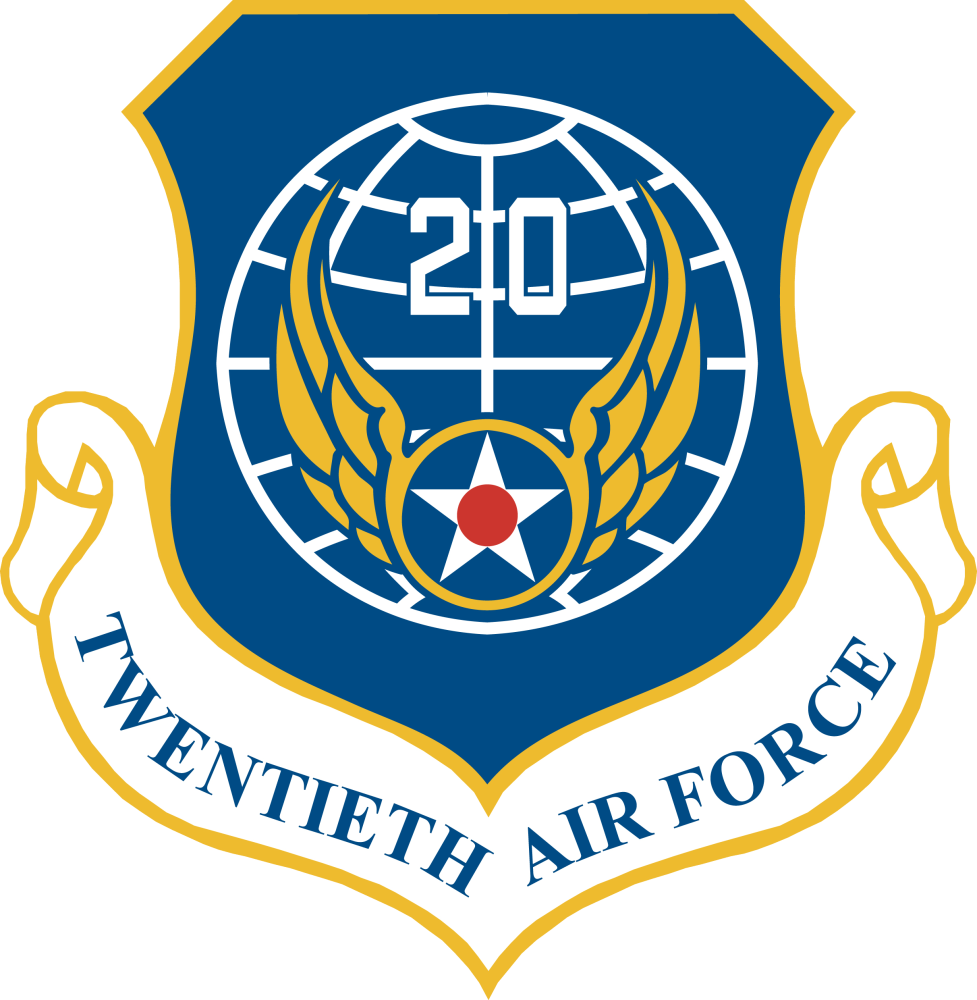
20AF-embleem

- 20e Luchtmacht – maakte van 1947 t/m 1966 deel uit van het SAC en had de leiding over de SAC-eenheden in het gebied rond de Grote Oceaan; werd vanaf 1990 belast met het commando over de intercontinentale raketbases (ICBM’s). Maakt sinds 1992 deel uit van het nieuwe Strategic Command (STRATCOM).

II Luchtdivisies
De genummerde luchtmachten waren opgedeeld in luchtdivisies; dit waren administratieve organisaties die meerdere Wings onder zich hadden. Iedere luchtdivisie kreeg zijn eigen opdrachten en bezat zijn eigen operationele eenheden. Het SAC bestond in totaal uit 40 van deze luchtdivisies.
 III Wings
De Wings waren de eigenlijke operationele SAC-onderdelen. Iedere Wing had zijn eigen specifieke taken en zijn eigen vooraf aangewezen doelen. Iedere Wing kreeg (en behield) zijn eigen onderscheidingsnummer. In het algemeen werd een Wing gelegerd op een basis en dus werd de commandant van de Wing ook automatisch de basiscommandant.
Op het hoogtepunt van zijn macht bestond het SAC in totaal uit:
- 22 Strategic Wings (B-52)
- 6 Refueling Wings (KC-135/KC-10)
- 76 Combat Wings (diverse soorten grondaanvalsvliegtuigen)
- 15 Fighter Wings (diverse soorten jachtvliegtuigen)
- 12 Recon / Training Wings
- 9 Air National Guard Wings
- 10 Reflex Wings (Europa)

## Bases
Het SAC maakte door de jaren heen gebruik van diverse vliegbases binnen en buiten de VS.
Begin jaren vijftig van de twintigste eeuw waren de enorme B-36 en de B-47 de standaardbommenwerpers voor het SAC en voor deze toestellen waren vliegvelden met lange betonnen startbanen nodig.

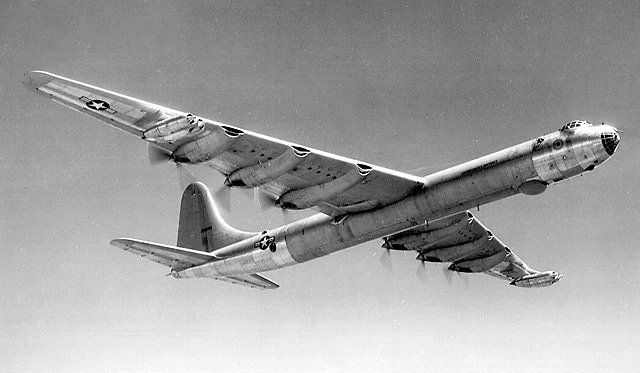
B-36 Peacemaker

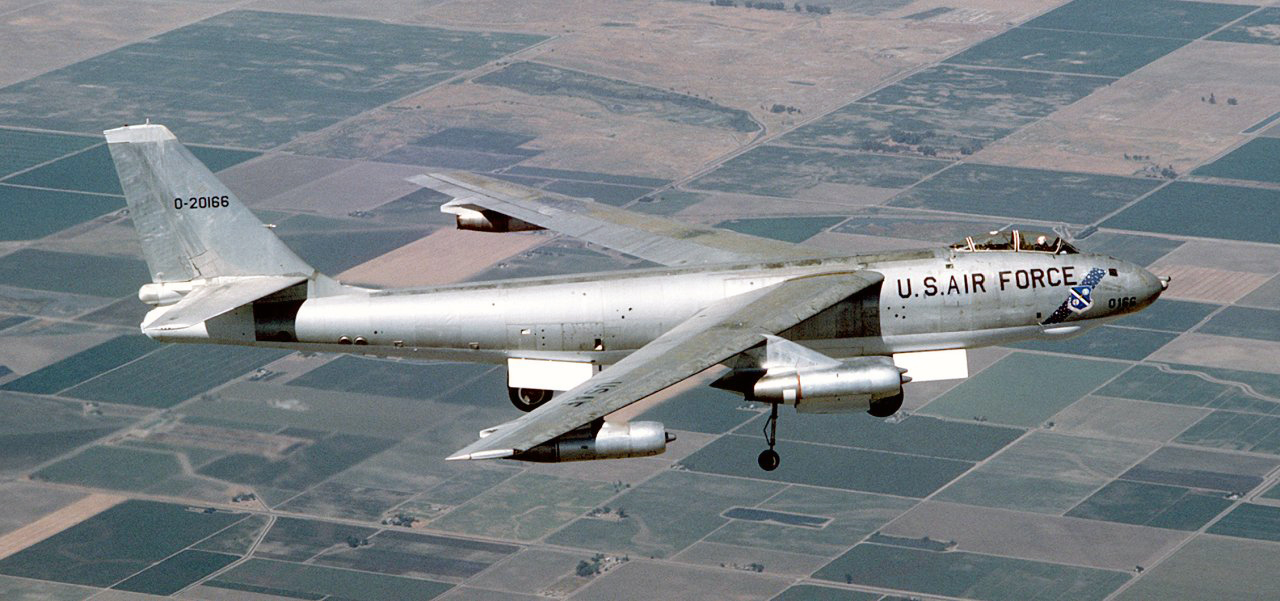
De B-47 Stratojet

Halverwege de jaren vijftig werden de sterkere B-52 en B-58 gebruikt, die een korter startbanenstelsel nodig hadden en hierom schakelde men van beton over naar asfalt.

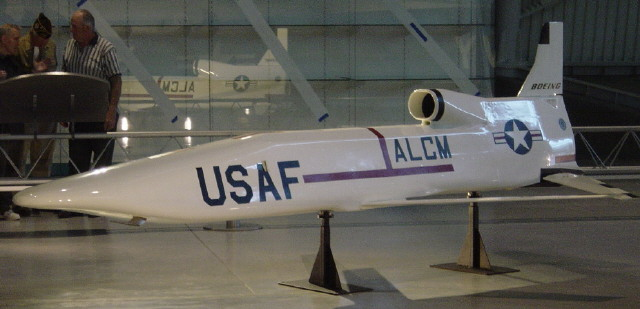
ALCM

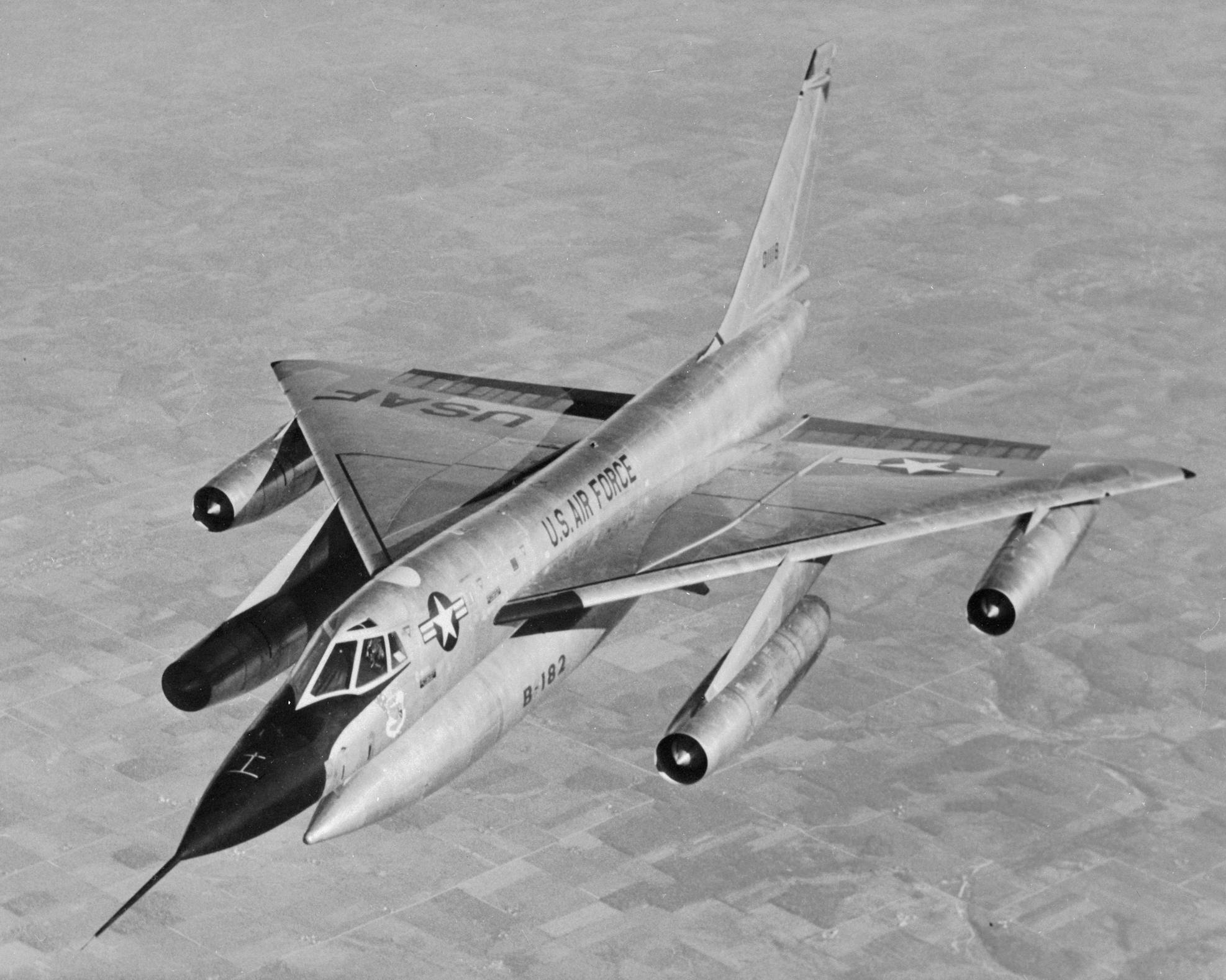
B-58 Hustler

Ook werd door het SAC in die tijd de christmastree- en molehole-alarmfaciliteit geïntroduceerd. De "christmastree" was een zwaar bewaakt gedeelte aan het begin van de startbaan in de vorm van een kerstboom, waarop een aantal toestellen gereed stond voor direct gebruik. De bemanningen waren op loopafstand ondergebracht in een bunkerachtig gebouw, de "molehole" of molshoop. Bij een alarm rende iedereen zo snel mogelijk naar zijn toestel, waarna deze binnen 5 minuten vertrokken moesten zijn. Hier werd erg veel op geoefend.
Tussen 1962 en 1976 werden intercontinentale raketten (ICBM’s) gezien als voornaamste afschrikmiddel en werden de vliegvelden minder belangrijk.

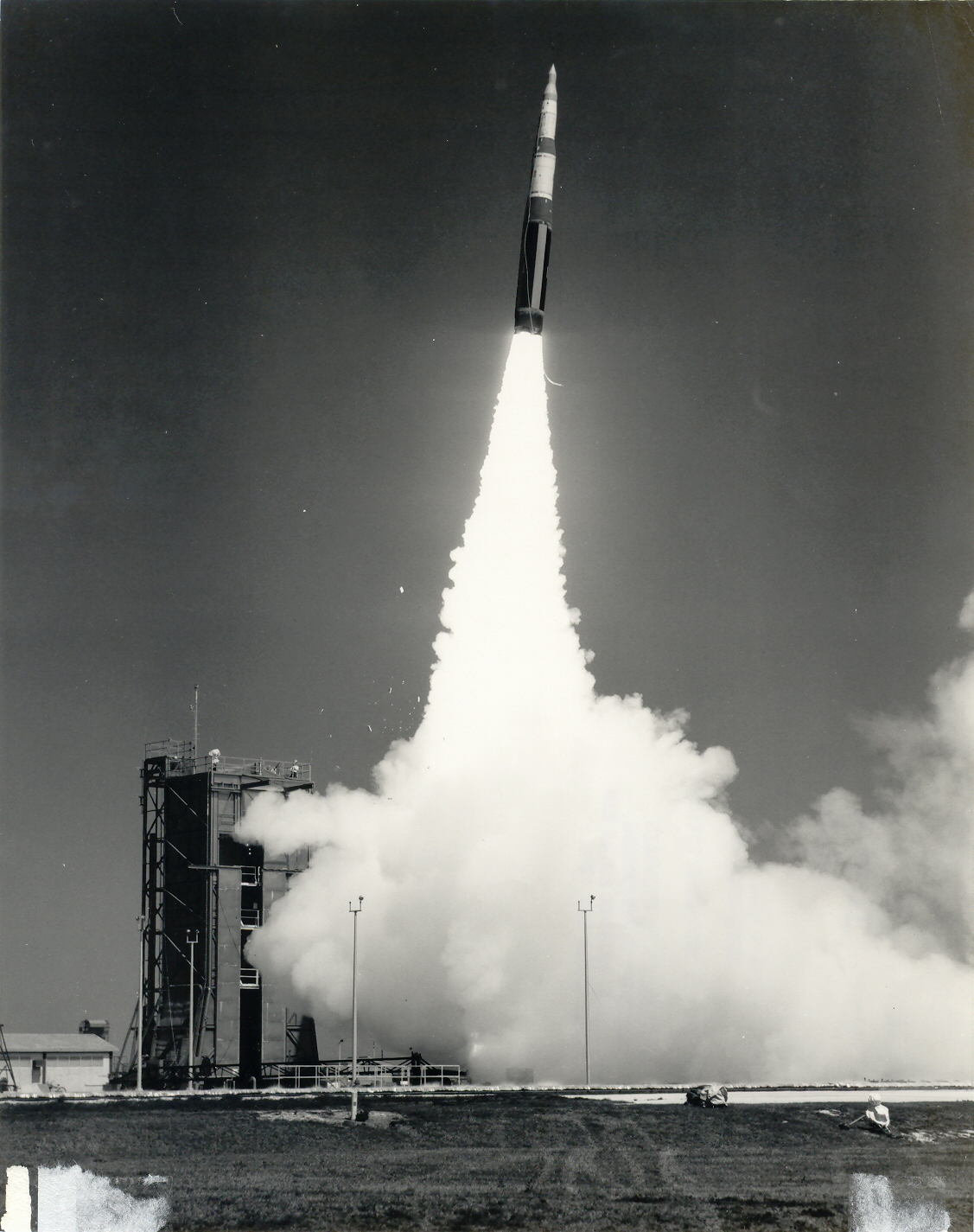
Minuteman-lancering

In de jaren tachtig deden de kruisvluchtwapens (ALCM’s) hun intrede als standaardwapen voor de B-52’s en dienden de vliegvelden weer te worden aangepast.
Deze bases zijn deels nog steeds operationeel (in gebruik), actief (nu gebruikt door een ander commando), of gesloten en opgeheven. Hieronder de actuele lijst.
Operationele vliegbases: 
- Barksdale, Shreveport Louisiana - Operationeel - 2nd Bomb Wing - B-52’s.
- Dyess, Abilene Texas - Operationeel - 7th Bomb Wing - B1B's
- Ellsworth, Rapid City South Dakota - Operationeel - 28th Bomb Wing - B1’s
- Frances E Warren, Cheyenne Wyoming – Operationeel - 90th Space Wing – Minuteman - Peacekeeper
- Grand Forks, Grand Forks North Dakota – Operationeel - 319th Refueling Wing – KC135 en 321st Missile Wing – Minuteman
- Malmstrom, Great Falls Montana – Operationeel - 341st Missile Wing – Minuteman
- McConnell, Wichita Kansas – Operationeel - 22nd Air Recon Wing – B2’s
- Minot, Minot North Dakota – Operationeel - 5th Bomb Wing – B-52,s en 91st Missile Wing - Minuteman
- Robins, Macon Georgia – Operationeel - 116th ANG Bomb Wing – B1B’s
- Whiteman, Knob Noster Missouri – Operationeel - 509th Bomb Wing – B2’s
- Altus, Altus Oklahoma – Actief - Strategic Airlift en Air Refueling Training Centrum
- Andersen, Yigo Guam – Actief - 3960 Strategic Wing, 19th Bomb Wing
- Andrews, Maryland Washington DC – Actief - Presidential Transportation & home of AirForce One
- Beale, Beale California - Actief - 9th Recon Wing
- Bolling, Washington DC – Actief - Reserveveld – geen eenheden

Gesloten bases:
- Amarillo, Amarillo, Texas
- Bergstrom, Texas
- Biggs, Texas
- Carswell, Fort Worth, Texas
- Castle, Merced County, Californië
- Chennault, Lake Charles, Louisiana
- Clinton Sherman, Clinton, Oklahoma
- Dow, Bangor, Maine
- Eaker, Blytheville, Arkansas
- Forbes, Topeka, Kansas
- Glasgow, Glasgow, Montana
- Goose Bay, Labrador, Canada
- Grand Island, Nebraska
- Grenier, Nw Hampshire
- Griffis, Rome, New York
- Homestead, Miami, Florida
- Hunter, Savannah, Georgia
- K I Sawyer, Marquette, Michigan
- Kearney, Kearney, Nebraska
- Kicheloe, Chippewa county, Michigan
- Larson, Moses Lake, Washington
- Lincoln, Lincoln, Nebraska
- Loring, Limestone, Maine
- Lowry, Denver, Colorado
- Mather, Sacramento, Californië
- McCoy, Orlando, Florida
- Pease, Boston, Nw Hampshire
- Plattsburgh, Plattsburgh, New York
- Presque Isle, Maine near Canadian border
- Schilling, Salina, Kansas
- Selfridge, Detroit, Michigan
- Turner, Albany, Georgia
- Walker, Roswell, New Mexico
- Wurthsmith, Oscoda, Michigan

## Heden
Na de opheffing van het Strategic Air Command in 1992 vervielen de taken die het SAC vroeger had. 
Een nieuw commando met een ander takenpakket werd ondergebracht bij het Strategic Command (STRATCOM). In tegenstelling tot het SAC is STRATCOM een verenigd commando onder het Amerikaanse Ministerie van Defensie. 
Het hoofdkwartier van STRATCOM is echter nog steeds gevestigd op de basis Offutt in Nebraska. 
STRATCOM is nu verantwoordelijk voor: 
- alle wereldwijde strategische acties
- militaire operaties in de ruimte
- computernetwerkoperaties
- informatieverzameloperaties van het Ministerie van Defensie
- strategische waarschuwing
- geïntegreerde luchtverdediging middels raketten
- command, control, communicatie, inlichtingenbewaking en opsporing
- inzet van massavernietigingswapens
- inzet van alle gespecialiseerde strijdkrachten